# Daiya Seto
Daiya Seto (n. 24 mai 1994, Moroyama⁠(d), Prefectura Saitama, Japonia) este un înotător japonez, medaliat olimpic. A participat la 2 ediții ale Jocurilor Olimpice (2016, 2020) în care a câștigat o medalie de bronz.